# Parque Museo Natural de Ibaraki
El Parque Museo Natural de Ibaraki   (パーク茨城県自然博物館Pāku ibarakiKen Shizen HakubutsuKan) se encuentra localizado en la ciudad de  Bandō en la Prefectura de Ibaraki, Japón, y fue inaugurado el 13 de noviembre de 1994.

## Localización
El parque museo se encuentra ubicado al sur de la Prefectura de Ibaraki en la ciudad de Bandō; contiguo y al oeste de la ciudad de  Jōsō. 
La dirección es,  Nippon - Ibaraki-ken -  Bandō-shi – Ōsaki 700.

## Características del Parque Museo
El parque es un museo de historia natural y contiene meteoritos, minerales, fósiles y modelos de la naturaleza en exposición.
Posee unas instalaciones físicas, con diversas series de exposiciones que se llevan a seguir la historia de la tierra; al caminar a través de cinco salas de cuyos temas son la evolución del universo, la historia de la tierra, la naturaleza, la vida y el medio ambiente.
También posee un campo 15,8 de hectáreas con bosques, un estanque y un pequeño campo de arroz, lo que refleja el paisaje tradicional de la zona de Kantō.  Desde el parque se puede ver el monte Tsukuba, y dependiendo de la visibilidad, el monte Fuji.

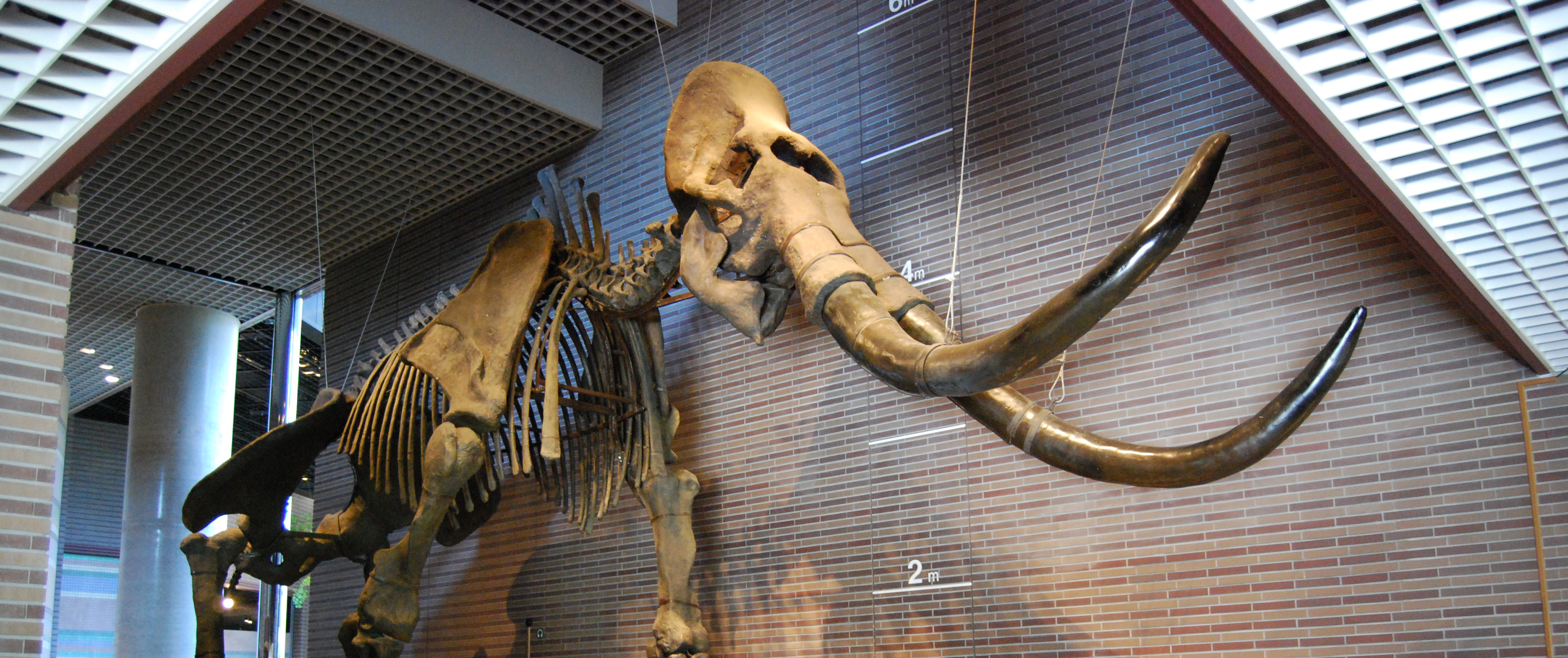
Réplica de Mammuthus sungari

## Atracciones
Sus principales atracciones son dos réplicas, una de un esqueleto de un Mammuthus sungari, que mide aproximadamente 9,1 metros de largo con 5,3 metros de alto, y la otra réplica de un Nuoerosaurus chaganensis,  que mide aproximadamente 26 metros de largo con 9,75 metros de alto. 
Además , otra réplica de un meteorito que cayó en la región en año 1915, se trata de una roca de un peso de 448 gramos, que cayó en una aldea, perteneciente a la actual ciudad de Bandō;  el meteorito original se encuentra en el  Museo Nacional de Ciencia de Japón en Ueno, Tokio

## Galería de imágenes

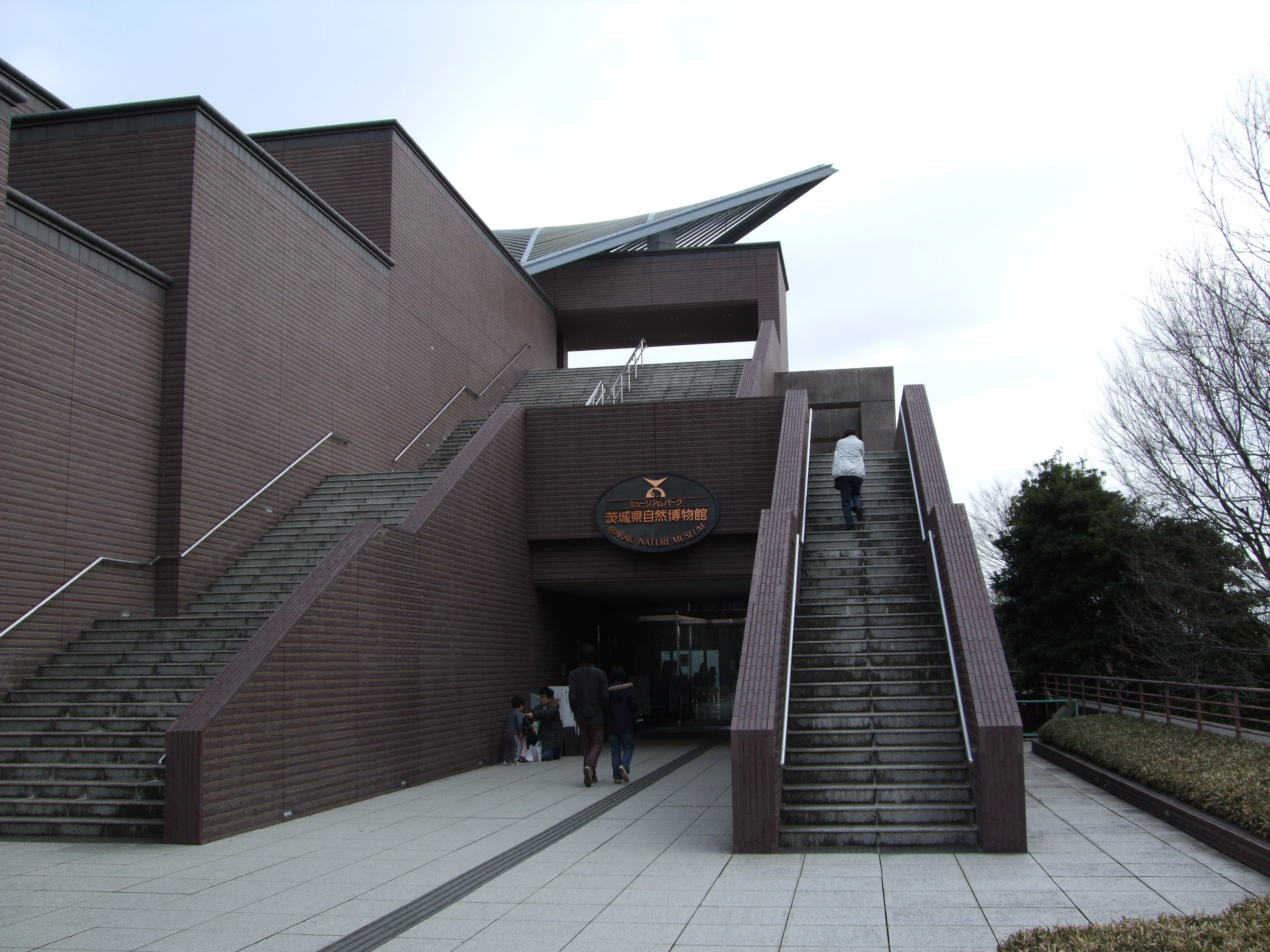
Parque Museo Natural de Ibaraki en Bandō
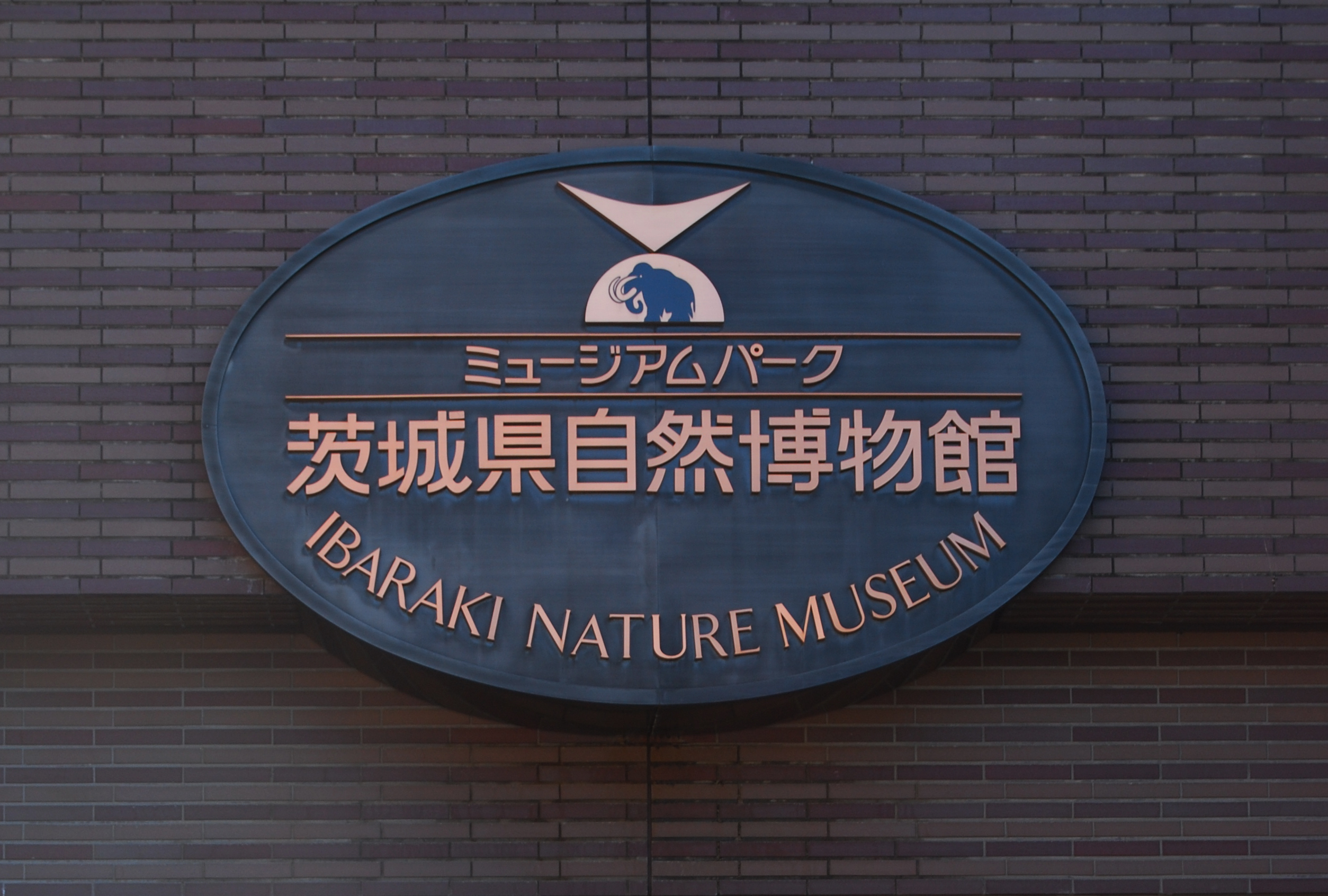
Parque Museo Natural de Ibaraki
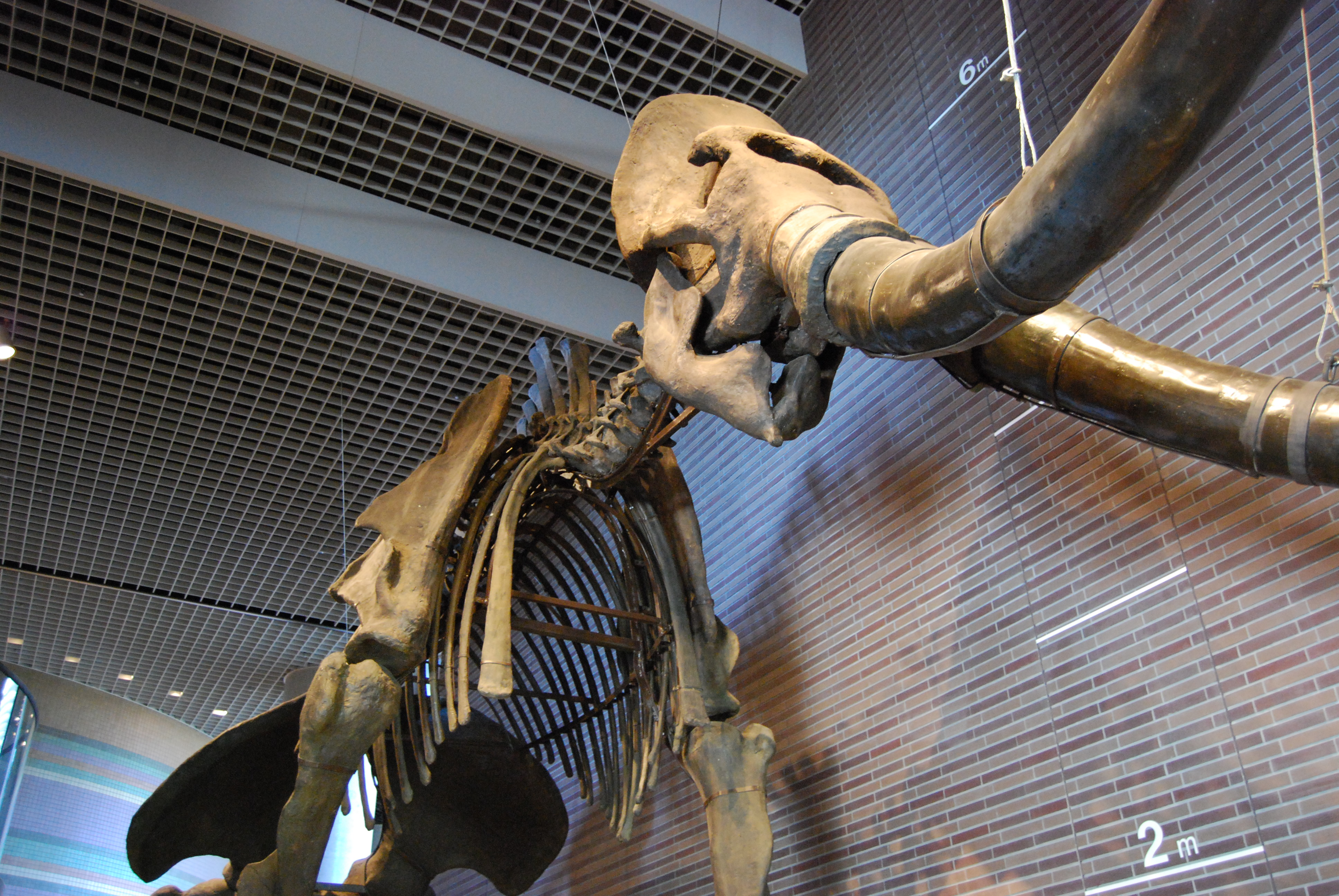
Réplica de Mammuthus sungari
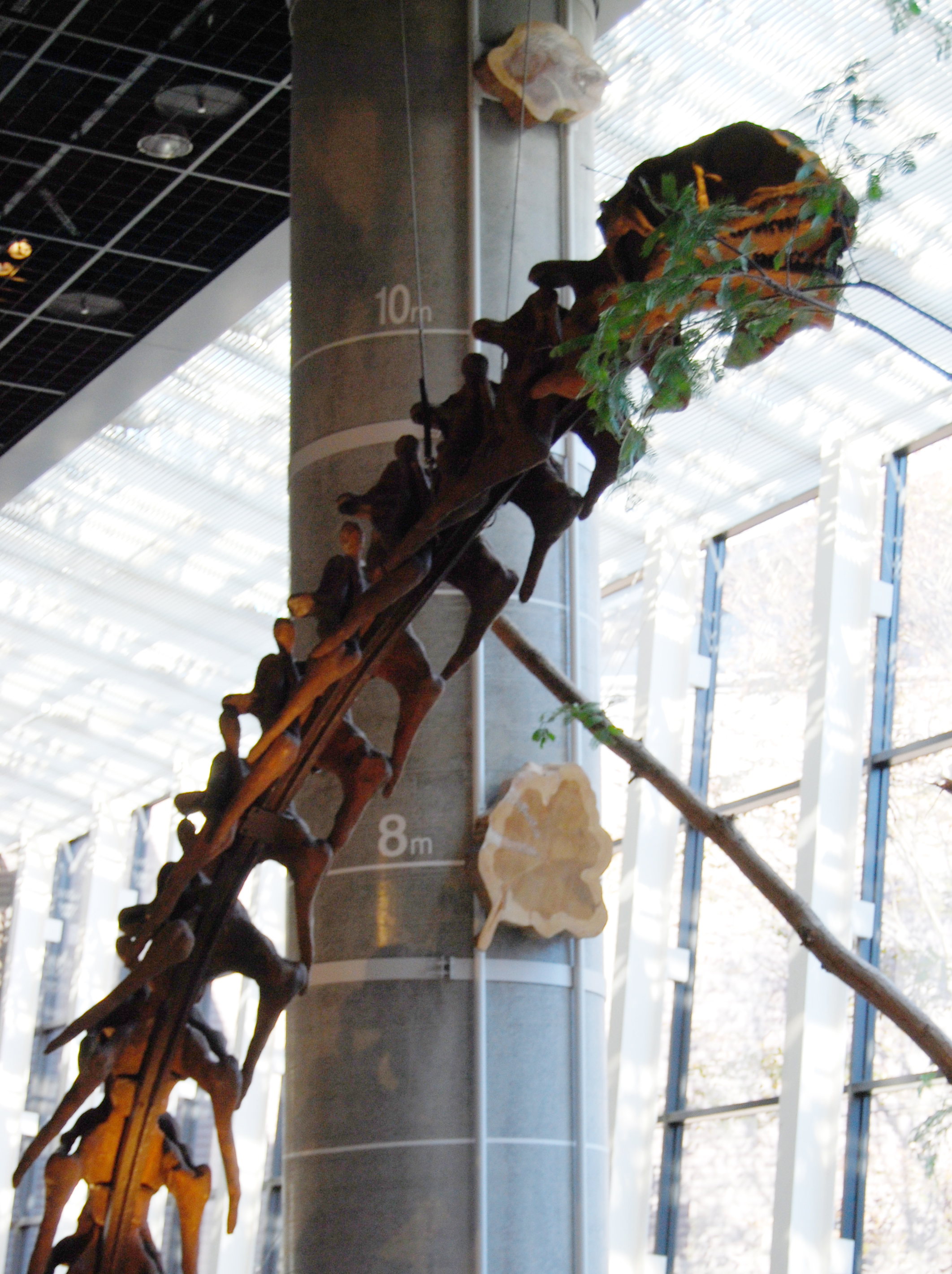
Cabeza de Nuoerosaurus chaganensis
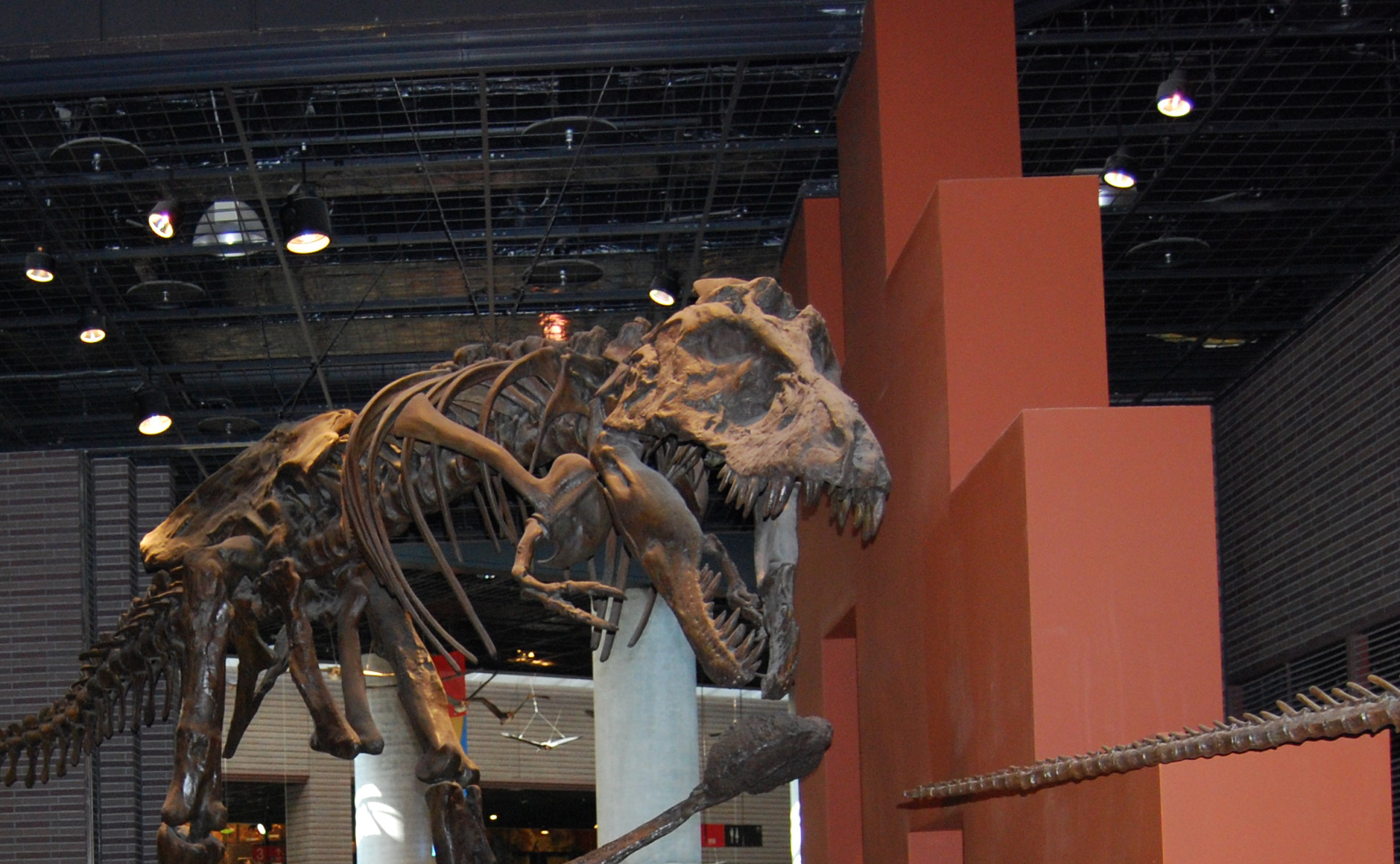
Réplica de Tyrannosaurus rex
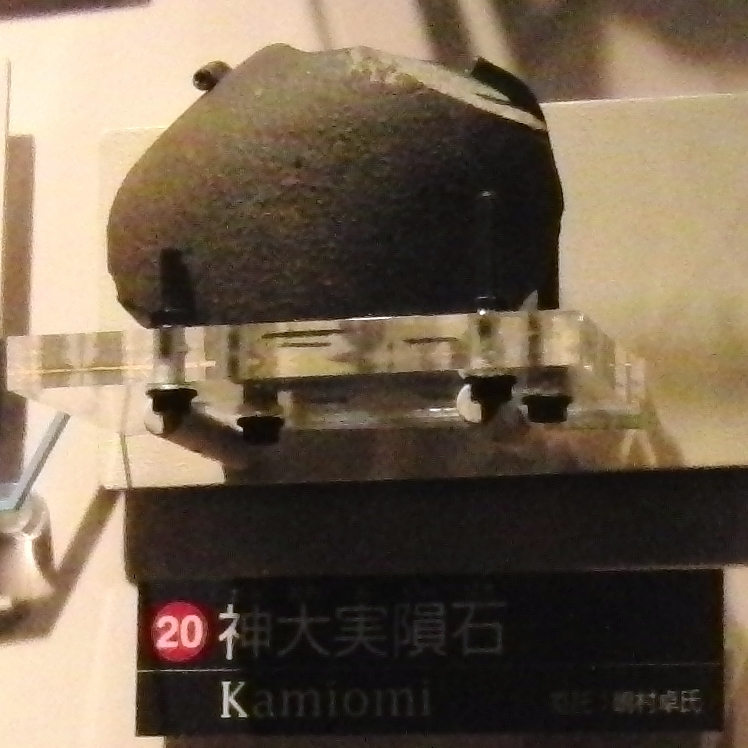
Meteorito que cayó en aldea de la actual Bandō